# Епархия Формозы
 Епархия Формозы  (лат. Dioecesis Formosensis) — епархия Римско-Католической церкви с центром в городе Формоза, Бразилия. Епархия Формозы входит в митрополию Бразилиа. Кафедральным собором епархии Формозы является церковь Непорочного зачатия Пресвятой Девы Марии.

## История
26 марта 1956 года Римский папа Пий XII выпустил буллу Ad facilius et fructuosius, которой учредил территориальную прелатуру Формозы, выделив её из архиепархии Гойяса.
11 октября 1966 года территориальная прелатура Формозы вошла в митрополию Бразилиа.
16 октября 1979 года Римский папа Иоанн Павел II издал буллу Cum Praelaturae, которой преобразовал территориальную прелатуру в епархию.

## Ординарии епархии
- епископ Victor João Herman José Tielbeek (4.02.1961 — 24.12.1997);
- епископ João Casimiro Wilk (28.01.1998 — 9.06.2004 — назначен епископом Анаполиса);
- епископ Paulo Roberto Beloto (16.11.2005 — 23.10.2013 — назначен епископом Франки);
- епископ José Ronaldo Ribeiro (24.09.2014 — 12.09.2018, в отставке);
- епископ Adair José Guimarães (27.02.2019 — по настоящее время).

## Источник
- Annuario Pontificio, Ватикан, 2005